# Eugen Ferdinand Hoffmann
Eugen Ferdinand Hoffmann, znany pod pseudonimem Karl Theodor Ferdinand Hoffmann (ur. 6 października 1885 w Ruhrorcie, zm. 8 kwietnia 1971 w Höchbergu, Powiat Würzburg) – niemiecki pisarz.

## Życiorys
Eugen Ferdinand urodził się 6 października 1885 roku w Ruhrorcie, obecnej dzielnicy miasta Duisburg. Jego ojciec był z zawodu górnikiem. Ukończył szkolenie handlowe i pracował jako urzędnik przemysłowy (niem. Industriekaufmann) w różnych miastach.
Chociaż w latach 1938–1940 Eugen Ferdinand Hoffmann opublikował trzy powieści, nie udało mu się osiągnąc sukcesu jako autor i do śmierci w 1971 roku został niemal całkowicie zapomniany.

## Publikacje
- Über Brücken führt der Weg, Lipsk, 1938
- Des Glückes abenteuerlicher Sohn, Lipsk, 1939
- Betörung im Herbst, Lipsk, 1940
- Zu irrer Schöpfung rast heran die Welt, Eggingen, 1996